# Baleji járás
A Baleji járás (oroszul Балейский район) járás Oroszország Bajkálontúli határterületén. Székhelye Balej.
A járást 1935-ben hozták létre.

## Népessége
- 2002-ben 9720 lakosa volt.
- 2010-ben 20500 lakosa volt.